# 78 Водолея
78 Водолея (лат. 78 Aquarii, HD 216637) — одиночная звезда в созвездии Водолея на расстоянии приблизительно 597 световых лет (около 183 парсеков) от Солнца. Видимая звёздная величина звезды — +6,181m.

## Характеристики
78 Водолея — оранжевый гигант спектрального класса K2III. Радиус — около 19,45 солнечных, светимость — около 229,5 солнечных. Эффективная температура — около 4350 К.